# ترجمه حقوقی
ترجمه حقوقی به ترجمه متون حقوقی و الزام‌آور گفته می‌شود. موضوعات ترجمهٔ حقوقی با فرهنگ گره خورده‌اند و مترجم باید از فرهنگ‌های زبانی مبدأ و مقصد و موارد مرتبط با موضوع ترجمه آگاهی لازم را داشته باشد. این نوع ترجمه کاری ظریف و حساس شمرده می‌شود زیرا هرگونه تفسیر و ترجمهٔ اشتباه می‌تواند پیامدهای حقوقی و قضایی ناگواری به همراه داشته باشد. متون حقوقی دارای زبانی بسیار دقیق هستند و نیاز به فهم عمیق دارند، از این رو مترجمان باید با سیستم‌های حقوقی هر دو زبان مبدأ و مقصد نیز آشنایی داشته باشند.
از گذشته باور بر این بوده‌است که ترجمهٔ حقوقی باید تحت‌اللفظی باشد
و به‌طور سنتی در ترجمهٔ حقوقی وفاداری به متن مبدأ دارای اهمیت ویژه‌ای است، به طوری که در گذشته برای ترجمهٔ یک متن حقوقی تنها استفاده از ترجمهٔ واژه‌به‌واژه یا تحت‌اللفظی قابل قبول بوده‌است و با معرفی روش‌های مختلف دیگر همچنان کاربرد دارد. با این حال تکنیک‌های به کار رفته در ترجمهٔ متون قانون‌گذاری با تکنیک‌های ترجمهٔ یک متن قضایی متفاوت است و معمولاً متون قضایی را می‌توان با آزادی بیشتری ترجمه کرد.
امروزه ترجمهٔ حقوقی از دید فرهنگی نیز بررسی می‌گردد و دیگر به آن به صورت یک فرایند مکانیکی جهت تبدیل اصطلاحات یک زبان به زبانی دیگر یا تبدیل رشته‌ای از واژه‌ها به معادل‌هایشان در زبان دیگر نگاه نمی‌شود. قانون و مذهب هر کشور پیوند نزدیکی با فرهنگ آن دارد و حتی عده‌ای از انسان‌شناسان مطالعات حقوقی را از مطالعات فرهنگی جدا نمی‌دانند. با این همه، در ترجمهٔ حقوقی دغدغهٔ اصلی مترجم برگردان جنبه‌های قانونی متن است تا جنبه‌های فرهنگی آن.